# Gastroesofageal refluxsjukdom
Gastroesofageal refluxsjukdom eller GERD (från engelska GastroEsophageal Reflux Disease) är en vanlig orsak till symptomen halsbränna, sura uppstötningar, smärtor i mellangärdet och smärtor bakom bröstbenet. Tillståndet drabbar i västvärlden mer än en femtedel av befolkningen. Tillståndet innebär att den övre magmunnen inte kan hålla tätt på grund av att muskulaturen i passagen i diafragman är försvagad och det leder till att övre magmunnen får fel läge och då ges möjlighet för magsyra att ta sig upp i matstrupen (esofagus). För att det ska räknas som refluxsjukdom måste detta ske regelbundet då fenomenet även (oregelbundet) kan förekomma hos friska individer.

## Symptom
De vanligaste symptomen är svidande smärta bakom bröstbenet, sura uppstötningar, rethosta, harklingar, segt slem och halsbränna.
Andra indikationer kan vara illamående, smärta i mellangärdet, sväljsvårigheter och en känsla av att ha en klump i halsen (globus hystericus). Det finns även de som får astmaliknande besvär.

## Diagnos
Diagnosen ställs utifrån patientens symtombild (sjukdomshistoria/anamnes) och genom att patienten får testa protonpumpshämmare (såsom Omeprazol). Om patienten upplever symtomförbättring av protonpumpshämmare betraktas det som en bekräftelse på att patienten har refluxsjukdom. Reflux beror vanligen på ett diafragmabråck. Gastroskopi (en undersökning då en kamera förs ned i halsen för att inspektera slemhinnan) kan göras om operation övervägs, om symtomen är nytillkomna och patienten är över 30 år gammal, om patienten inte upplever förbättring av protonpumpshämmare trots typisk symtombild, vid en atypisk symtombild, eller symtom som kan tyda på akuta sjukdomstillstånd såsom cancer (såsom sväljningssvårigheter, anemi eller ofrivillig viktnedgång). Vid övervägande av operation görs även pH-mätning och tryckmätning i matstrupen.
Differentialdiagnoser (diagnoser som kan ge liknande symtom) är bland annat cancer, dyspepsi. kärlkramp, hjärtinfarkt och candidiainfektion.

## Orsaker
Att diafragman är försvagad och gör så att magmunnen okontrollerat tar sig upp genom den kan bero på arv, medfödd- eller förvärvad skada eller sjukdom, ålderdom, låg fysisk aktivitet, tunga lyft eller graviditet. Men i många fall känner man inte till varför problemen uppkommit. Halsbränna, sura uppstötningar och reflux kan drabba barn, unga och vuxna. Tillståndet kan försämras av rökning, övervikt, alkohol, fet mat, mediciner (som biverkan) samt nedsatt funktion i övre magmunnen.

## Följder
GERD kan till en följd av frätskador i matstrupen leda till inflammation i matstrupen (esofagit). Symtomlindrande behandling är vid esofagit protonpumpshämmare. Protonpumpshämmare kan inte stärka den försvagade muskulaturen (diafragmabråck) men ger lindring. Neuromuskulär träning stärker inre muskulatur. Vid svårare fall kan operation behövas. Vid långvarig och obehandlad GERD kan matstrupens skivepitel förändras till körtelepitel av samma typ som finns i övriga mag-tarmkanalen. Förändringen kallas för Barretts syndrom och ökar risken för esofaguscancer. Cellförändringarna vid långvarig syraexponering är dock vanligen små, och likaså är risken för cancer i dessa fall låg. Vid mer allvarliga cellförändringar följs patienterna upp regelbundet eller behandlas kirurgiskt.

## Behandling
Behandlingen har under många år bestått av protonpumpshämmare och råd om egenvård samt förändrad livsstil. Protonpumpshämmare ger för många god symtomlindring men dessa läkemedel ska helst inte användas under längre perioder på grund av ökad risk för biverkningar och följdsjukdomar. Neuromuskulär träning stärker den försvagade muskulaturen och det enligt studier vanligt att besvären minskar kraftigt eller helt försvinner efter 6-8 månader. Individuella förutsättningar gör att tiden kan variera. Det finns flera livsstilsförändringar som ger god lindring när besvären är som värst. Minskad alkoholkonsumtion, minskad konsumtion av fet mat, minskad rökning och viktnedgång (vid övervikt) kan t.ex. lindra besvären. Drabbade bör även undvika att äta för sent på kvällarna, då maten i dessa fall inte hinner komma ned i tarmarna innan den drabbade gått och lagt sig. Om mat finns kvar i magsäcken när patienten lägger sig ned ökar risken för reflux på grund av att muskler slappnar av och ökat buktryck. Ett annat sätt att lindra besvären på natten är att höja sängens huvudända - vilket kan åstadkommas antingen med elektriska sängar eller genom att lägga kuddar/dylikt under bäddmadrassens huvudända.
Ibland kan kirurgi övervägas, vilket kan vara aktuellt bland annat då mängden maginnehåll som kommer med uppstötningarna är stor (så kallad "volymreflux"). Protonpumpshämmare ger nämligen endast effekten att maginnehållets syra minskas, inte att själva uppstötningarna upphör. Vid operation görs vanligen en "fundoplikation", vilket innebär att ventrikelns övre del sys runt nedre delen av matstrupen i syfte att öka tätheten i magmunnen. Vid denna operation sys magsäcken fast under diafragma vilket leder till att man får symtomlindring men  inte längre kan rapa eller kräkas.